# Reşat Nuri Güntekin

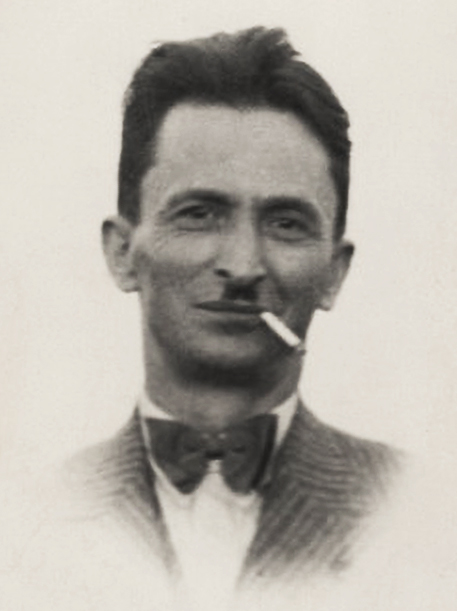
Reşat Nuri Güntekin

Reşat Nuri Güntekin (* 1889 in Istanbul; † 7. Dezember 1956 in London) war ein türkischer Romanautor, Verfasser von Kurzgeschichten und Theaterstücken. Romane wie Çalıkuşu (1922) und Yaprak Dökümü (1939) wurden in der Türkei große Erfolge, zum Teil in weitere Sprachen übersetzt und bis heute mehrfach verfilmt. 

## Leben
Güntekin bekleidete neben seiner schriftstellerischen Tätigkeit zahlreiche öffentliche Ämter, war u. a. türkischer Parlamentsabgeordneter und Chefinspektor des staatlichen Erziehungsministeriums.
Der Autor starb während einer Behandlung in London an Lungenkrebs und ist in Istanbul beerdigt.

## Werk
Der deutsche Orientalist Otto Spies bescheinigte Güntekins Gesamtwerk, von dem ins Deutsche kaum etwas übersetzt wurde, klaren Stil, fesselnde Darstellung und großes Geschick bei der Gestaltung psychologischer Probleme. Alles was er schreibe sei „ansprechend, unterhaltend, leicht und flüssig“, mit „Lust zum Fabulieren und zur Analyse der Charaktere“. Güntekins erster Roman Çalıkuşu (1922), zu deutsch Der Zaunkönig, blieb dabei sein erfolgreichstes Werk. Der Roman spielt im Rahmen des Ersten Weltkriegs und einer Liebesgeschichte, gibt aber zum Hauptteil einen Querschnitt der osmanischen Gesellschaft während der letzten Jahre des Osmanischen Reichs wieder. Die Hauptfigur des Romans, die aus gutem Haus stammende Waise und Lehrerin Feride, verlässt nach einer übertriebenen Eifersuchtsszene das Haus ihrer reichen Verwandten in Istanbul. Als selbstbewusste Türkin mit guter Ausbildung traut sie sich zu, ihr Leben allein bestreiten zu können. Sie zieht als Lehrerin von einem anatolischen Ort zum anderen. Jeden dieser Orte verlässt der "Zaunkönig" bei erstem Anlass, um woanders von vorne anzufangen, so wie er auch Istanbul bei erstem Anlass verlassen hatte. Es werden in diesem Rahmen u. a. die Rückstände in der osmanischen Gesellschaft betont. Unter dem Titel The Autobiography of a Turkish Girl von Sir Wyndham Deedes ins Englische übersetzt wurde Çalıkuşu 1949 auch in London veröffentlicht.
Reşat Nuri Güntekin war Angaben der Großloge der Freien und Angenommenen Maurer der Türkei zufolge Freimaurer.

## Bibliografie

### Kurzgeschichten
- Recm, Gençlik ve Güzellik (1919)
- Roçild Bey (1919)
- Eski Ahbab (ohne Jahr)
- Tanrı Misafiri (1927)
- Sönmüş Yıldızlar (1928)
- Leylâ ile Mecnun (1928)
- Olağan İşler (1930)

### Romane
- Çalıkuşu (1922) (in engl. Übersetzung von Wyndham Deedes: The Autobiography of a Turkish Girl, London 1949)
- Gizli El (1924)
- Damga (1924)
- Dudaktan Kalbe (1924)
- Akşam Güneşi (1926) (in engl. Übersetzung von Wyndham Deedes: Afternoon Sun, London 1951)
- Bir Kadın Düşmanı (1927)
- Yeşil Gece (1928)
- Acımak (1928)
- Yaprak Dökümü (1939)
- Değirmen (1944)
- Kızılcık Dalları (1944)
- Miskinler Tekkesi (1946)
- Harabelerin Çiçeği (1953)
- Kavak Yelleri (1961)
- Son Sığınak (1961)
- Kan Davası (1962)
- Ask Yakar (1962)
- Ateş Gecesi (1953)

### Theaterstücke
- Hançer (1920)
- Eski Rüya (1922)
- Ümidin Güneşi (1924)
- Gazeteci Düşmanı, Şemsiye Hırsızı, İhtiyar Serseri (1925, drei Stücke)
- Taş Parçası (1926)
- Bir Köy Hocası (1928)
- İstiklâl (1933)
- Hülleci (1933)
- Yaprak Dökümü (1971)
- Eski Şarkı(1971)
- Balıkesir Muhasebecisi (1971)
- Tanrıdağı Ziyafeti (1971)

## Einzelbelege
1. ↑  Beatrix Caner: Türkische Literatur, Hildesheim 1998, S. 260
2. ↑  Großloge der Freien und Angenommenen Maurer der Türkei: Türkiye'de Ünlü Masonlar (Berühmte Türkische Freimaurer) (türkisch). Abgerufen am 15. September 2021